# Manuscriptkaart
Een manuscriptkaart is een kaart waarvan slechts één of enkele exemplaren vervaardigd werden, veelal ter onderbouwing van een juridisch proces. Deze kaarten vertegenwoordigen daarmee een hoge zeldzaamheidswaarde. Archiefinstellingen in Nederland, Vlaanderen en daarbuiten bewaren veel van dergelijke kaarten, die onder meer vervaardigd zijn door landmeters in provinciale dienst.